# Ipogeo degli Ottavi
L'Ipogeo degli Ottavi è una tomba sotterranea (ipogea), databile verso la prima metà del III secolo d.C., che si trova a Roma nell'ex borgata Ottavia, in via della Stazione di Ottavia 73, all'altezza del nono chilometro di via Trionfale.

## Ritrovamento
L'ipogeo fu scoperto, assieme ad altre tombe, nel 1920, durante i lavori per la costruzione delle prime case della nuova zona residenziale.
Dal nome dell'ipogeo hanno preso il nome la borgata e la stazione di Ipogeo degli Ottavi delle Ferrovie laziali.
Sull'ipogeo sorge il Villino Cardani, sui cui proprietari incombe la servitù permanente che permette la visita all'ipogeo, gratuita e su prenotazione presso la Soprintendenza Speciale Archeologia Belle Arti e Paesaggio di Roma.

## Descrizione
L'ipogeo è costituito da un cunicolo scavato nel tufo che giunge in un vestibolo, con affreschi geometrici, che dà accesso a una stanza con affreschi ed un pavimento a tasselli bordato di nero.
Nella stanza erano posizionati 4 sarcofagi, sui quali sono incisi i nomi dei personaggi ivi sepolti, tra i quali Octavius Felix, sua figlia Octavia Paolina, morta prematuramente all'età di 6 anni, e due congiunte.
Il sarcofago di Octavius Felix riporta anche il nome del liberto che lo ha inumato.
L'ipogeo contiene attualmente il solo sarcofago di Octavius Felix, mentre quello di Octavia Paolina, le cui scritte sul sarcofago la definiscono dolcissima e carissima, era collocato in asse con l'ingresso e raffigura una scena di gara tra bambini, fa parte attualmente di una collezione privata ed è ubicato a Milano. Gli altri due sarcofagi rinvenuti si trovano a Roma: il sarcofago recante un affresco di giochi di ragazzi intenti a cogliere fiori giganteschi è ubicato al Museo nazionale romano, mentre l'altro si trova in un corridoio del Ministero dell'istruzione, dell'università e della ricerca.